# Rhacophorus baliogaster
Rhacophorus baliogaster és una espècie de granota que es troba a Laos i el Vietnam.
Està amenaçada d'extinció per la pèrdua del seu hàbitat natural.